# 気液平衡
気液平衡（英: Vapor–Liquid Equilibrium、VLE）は、熱力学（thermodynamics）および化学工学（chemical engineering）において、化学種が気相と液相の間でどのように分配されるかを記述する概念である。
気体とそれに接する液体の濃度は、特に熱力学的平衡（thermodynamic equilibrium）にある場合、蒸気圧（vapor pressure）によって表されることが多い。蒸気圧は、他の気体が存在する場合には、全圧の一部としての分圧（partial pressure）として表される。液体の平衡蒸気圧は、一般に温度に強く依存する。気液平衡において、特定の濃度の成分を含む液体は、各成分の気相での濃度または分圧が、液体の組成と温度に応じた一定の値を持つ平衡蒸気を形成する。逆に、特定の組成を持つ気体が液体と平衡状態にある場合、その液体中の成分濃度も、気体中の濃度と温度に依存して決まる。各成分の液体相での平衡濃度は、気相での濃度（または蒸気圧）と異なることが多いが、一定の関係性を持つ。気液平衡データは実験的に決定することが可能であり、ラウールの法則（Raoult's law）、ドルトンの法則（Dalton's law）、ヘンリーの法則（Henry's law） などの理論を用いて近似することもできる。
この気液平衡の情報は、蒸留（distillation）、特に蒸留塔（fractionating column）の設計に役立つ。特に、分留（fractional distillation） において重要であり、化学工学の専門技術のひとつである。蒸留は、混合物中の成分を、沸騰（気化）と凝縮の過程を利用して分離または部分的に分離する操作である。この過程では、液相と気相における成分濃度の違いを利用する。
複数の成分を含む混合物では、各成分の濃度をモル分率（mole fraction） で表すことが一般的である。モル分率とは、特定の相（気相または液相）における、ある成分のモル数を、その相に含まれるすべての成分のモル数の合計で割った値である。
二成分系（binary mixture）は、2つの成分からなる混合物である。三成分系（ternary mixture）は、3つの成分からなる混合物である。四成分以上の混合物の場合も気液平衡データは存在するが、グラフで表現するのは難しくなる。気液平衡データは、系の全圧（1気圧やプロセス圧力）に依存する。
温度がある値に達すると、液体成分の平衡蒸気圧の総和が系の全圧と等しくなる（通常はそれより小さい）。このとき、液体から発生した気体の泡が、系の全圧を維持していた気体を押しのけるようにして発生し、混合物が沸騰する。この温度をその圧力における沸点（boiling point） と呼ぶ。（全圧が一定に保たれるように、系の体積を適切に調整すると仮定する。）特に、全圧が1気圧のときの沸点を「標準沸点」（normal boiling point）と呼ぶ。

## 気液平衡の熱力学的記述
熱力学の分野では、気液平衡が成立する条件やその性質について記述する。気体と液体が単一成分か混合物かによって、解析方法が大きく異なる。

### 純物質（単一成分）系
液体と気体が純物質（単一の分子成分のみで、不純物を含まない）で構成されている場合、両相の平衡状態は以下の式で表される。
{\displaystyle P^{\text{liq}}=P^{\text{vap}}\,}
{\displaystyle T^{\text{liq}}=T^{\text{vap}}}
{\displaystyle {\tilde {G}}^{\text{liq}}={\tilde {G}}^{\text{vap}}}
ここで、{\displaystyle P^{\text{liq}}}と{\displaystyle P^{\text{vap}}}はそれぞれ液相と気相の圧力を表し、{\displaystyle T^{\text{liq}}}とand {\displaystyle T^{\text{vap}}}は液相と気相の温度を表す。また、{\displaystyle {\tilde {G}}^{\text{liq}}}と{\displaystyle {\tilde {G}}^{\text{vap}}}は、それぞれ液相および気相のモルギブズの自由エネルギー（物質量あたりのエネルギー）を示している:215。つまり、平衡状態では、温度・圧力・モルギブズの自由エネルギーが両相で等しくなる。
気液平衡をより一般的な表現で記述する方法として、フガシティー（fugacity）の概念を用いることがある。この考え方では、平衡条件は次のように表される。
{\displaystyle f^{\text{liq}}(T_{s},P_{s})=f^{\text{vap}}(T_{s},P_{s})}
ここで、{\displaystyle f^{\text{liq}}(T_{s},P_{s})}および {\displaystyle f^{\text{vap}}(T_{s},P_{s})}は、それぞれ系の温度Tsと圧力Psにおける液相および気相のフガシティーを表す:216,218。また、しばしば無次元のフガシティー係数{\textstyle \phi =f/P}を用いると便利である。理想気体の場合、フガシティー係数は1となる。

### 多成分系
気相と液相が複数の化合物からなる多成分系では、平衡状態を記述するのがより複雑になる。系内のすべての成分iについて、二つの相の間の平衡状態は次の式で表される。
{\displaystyle P^{\text{liq}}=P^{\text{vap}}}
{\displaystyle T^{\text{liq}}=T^{\text{vap}}}
{\displaystyle {\bar {G}}_{i}^{\text{liq}}={\bar {G}}_{i}^{\text{vap}}}
ここで、PとTはそれぞれ各相の圧力および温度を表し、{\displaystyle {\bar {G}}_{i}^{\text{liq}}}および{\displaystyle {\bar {G}}_{i}^{\text{vap}}}は、それぞれ液相および気相における、化学ポテンシャルとも呼ばれる部分モルギブズの自由エネルギー（物質量あたりのエネルギー単位）を表す。部分モルギブズの自由エネルギーは、以下の式で定義される。
{\displaystyle {\bar {G}}_{i}\ {\stackrel {\mathrm {def} }{=}}\ {\frac {\partial G}{\partial n_{i}}}}
ここで、Gはギブズ自由エネルギー（示量性状態量）であり、niは成分iの物質量である。

## 沸点の図
ある一定の全圧（例:1気圧）における二成分系の気液平衡データは、温度に対する気体および液体のモル分率を示す二次元のグラフ、すなわち沸点の図として表すことができる。混合物中の成分1のモル分率はx1で表される。2成分系において、成分2のモル分率をx2,とすると、成分1のモル分率x1との関係は以下のように表される。
x1 +  x2 = 1
一般の多成分系（成分数 = n）では、この関係は次のようになる。
x1 +  x2 + ⋯ +  xn  = 1

沸点の図

上記の平衡関係式は通常、それぞれの相（液相または気相）について適用されるが、結果を一つの図にまとめることができる。二成分系の沸点図では、温度（T）または圧力を縦軸に、モル分率x1を横軸にとる。特定の温度（または圧力）において、あるモル分率の気体が、異なるモル分率の液相と平衡状態にあることが一般的である。これらの気体および液体のモル分率は、同じ水平の等温線（一定温度T）上の二つの点として表される。温度と気・液相のモル分率の関係をプロットすると、通常二本の曲線が得られる。下側の曲線は、様々な温度における沸騰する液体のモル分率を示し、泡立ち点曲線（沸騰開始曲線）と呼ばれる。また、上側の曲線は、様々な温度における気体のモル分率を示し、露点温度曲線（露点曲線）と呼ばれる。
この二つの曲線は、混合物が純粋な成分になる点（x1 = 0（かつx2 = 1、純成分数2）またはx1 = 1（かつx2 = 0、純成分数1））で必ず交わる。これらの点における温度は、それぞれの純物質の沸点に対応する。
特定の物質の組み合わせによっては、2つの曲線がx1 = 0とx1 = 1の間のある点で一致することがある。このとき、両曲線は接するように交わり、2つの温度が異なる場合には露点温度（dew-point temperature）は必ず沸点温度（boiling-point temperature）よりも高くなる。この曲線が一致する点は、その物質の組み合わせに特有の共沸点（azeotrope）と呼ばれる。共沸点は共沸温度（azeotrope temperature）および共沸組成（azeotropic composition）によって特徴づけられ、通常はモル分率で表される。共沸点には2種類あり、最大沸点共沸（maximum-boiling azeotrope）と最小沸点共沸（minimum-boiling azeotrope）が存在する。最大沸点共沸では、沸点曲線の中で共沸温度が最も高くなり、最小沸点共沸では、共沸温度が最も低くなる。
三成分混合物の気液平衡データを沸点の図（boiling point diagram）として表現する場合、三次元グラフを用いることができる。この場合、2つの軸は成分のモル分率を表し、3つ目の軸が温度を示す。もし、二次元で表現する場合、組成は正三角形として描かれ、その各頂点が純物質を表す。三角形の辺上の任意の点は両端の2成分の混合物を示し、三角形内部の点は3成分すべてを含む混合物を表す。各成分のモル分率は、その成分の頂点から対辺に向かって垂直に引いた線上の位置で決まる。このとき、泡立ち点（bubble point）と露点（dew point）のデータは、三角柱状の空間内に曲面として描かれ、3つの成分の沸点をつなぐ形になる。この三角柱の各面は、対応する二成分系の沸点図を表す。しかし、このような三次元の沸点図は視覚的に複雑なため、実際にはあまり使用されない。代わりに、三次元の曲面を二次元グラフに変換する方法として、等高線図のように等温線（isotherm lines）を描く手法がある。この場合、泡点と露点のデータをそれぞれ独立した等温線として表現する必要がある。

### K値と比揮発度

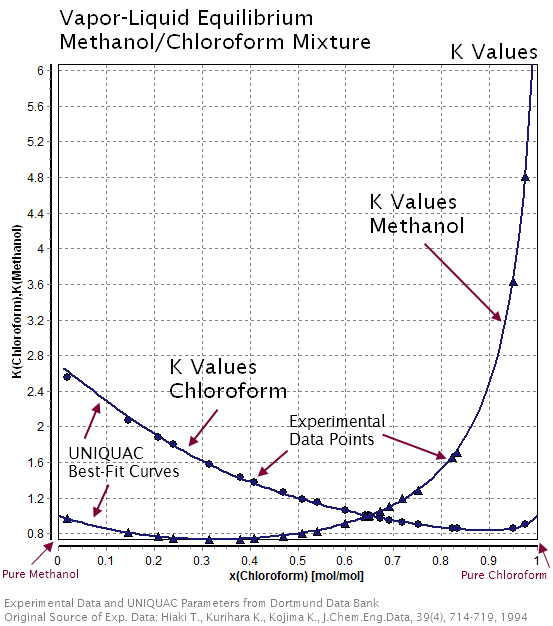
K値（分配係数）のグラフ（UNIQUACの最適フィット曲線）
クロロホルム/メタノール混合物

ある化学種が液相と気相のどちらを優先して分配するかを表す指標として、ヘンリー定数（Henry’s law constant）がある。4種類以上の成分を含む混合物の気液平衡データも存在するが、これらの沸点図を表やグラフで示すのは困難である。そこで、多成分系や二成分系の気液平衡データは、K値（気液分配係数、気液平衡分配比）を用いて定義される。
{\displaystyle K_{i}={\frac {y_{i}}{x_{i}}}}
ここで、yiとxiはy相とx相の成分iのモル分率である。
ラウールの法則は、
{\displaystyle K_{i}={\frac {P_{i}^{\star }}{P}}}
また、修正されたラウールの法則は、
{\displaystyle K_{i}={\frac {\gamma _{i}P_{i}^{\star }}{P}}}
である。ここで、{\displaystyle \gamma _{i}}は活量係数（activity coefficient）、Pi は成分iの分圧（partial pressure）、P は全圧（pressure）を表す。
比率Kiの値は、温度、圧力、相の組成に応じて、経験的または理論的に相関され、方程式、表、またはデプリースターチャートのようなグラフの形で表される。

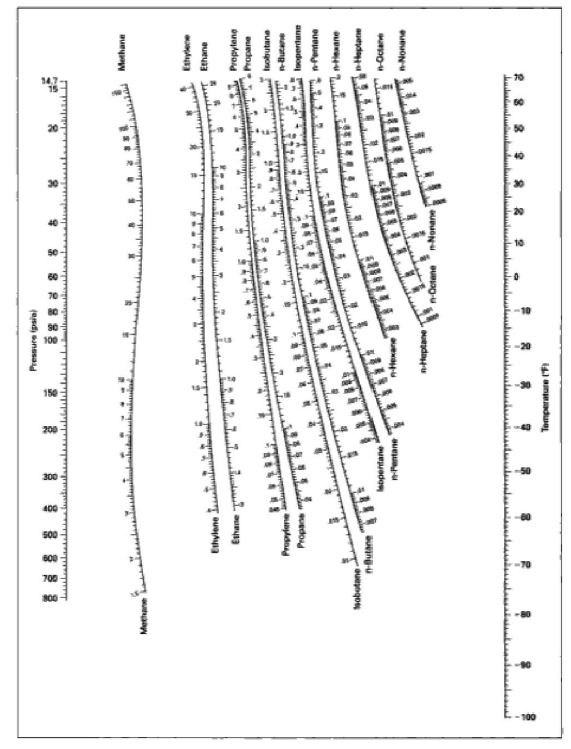
低温範囲における軽質炭化水素系のK値

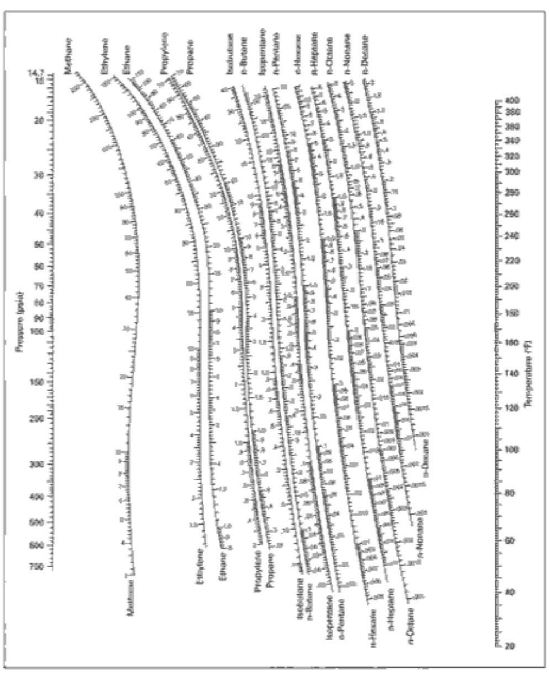
高温範囲における軽質炭化水素系のK値

二成分系の混合物では、2つの成分のK値の比が比揮発度αと呼ばれる。
{\displaystyle \alpha ={\frac {K_{i}}{K_{j}}}={\frac {(y_{i}/x_{i})}{(y_{j}/x_{j})}}}
これは、2つの成分を分離する際の相対的な容易さや困難さを示す指標である。相対揮発度が1.05未満の場合、大規模な工業的蒸留が行われることはほとんどない。このとき、揮発性の高い成分をi、揮発性の低い成分をjとする。
K値は、多成分混合物を蒸留するための連続蒸留塔の設計計算に広く用いられている。

## 気液平衡図

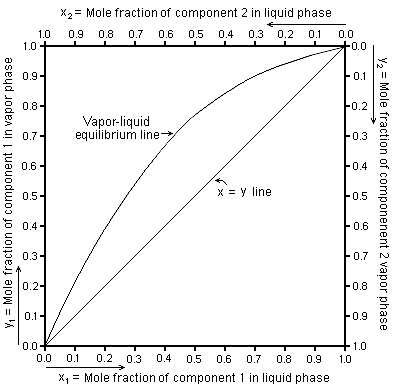
気液平衡図

二成分混合物の各成分について、気液平衡図を作成することができる。この図では、液相のモル分率を横軸、気相のモル分率を縦軸にとる。気液平衡図において、成分1と成分2の液相モル分率はそれぞれx1およびx2で表され、対応する気相モル分率は一般にy1およびy2で表される。二元混合物についても同様に、気液平衡図に記載されている。
{\displaystyle {\begin{aligned}x_{1}+x_{2}&=1\\y_{1}+y_{2}&=1\end{aligned}}}
これらの気液平衡図は正方形の形をしており、（x1 = 0, y1 = 0）の隅から（x1 = 1, y1 = 1）の隅へと対角線が引かれている。
このような気液平衡図は、マッケーブ・シール法において、特定の組成を持つ二成分混合物を蒸留し、留出液と釜残液の2つの区分に分離するために必要な平衡段数（または理論段数）を決定するのに使用される。また、蒸留塔の各トレイが理論段と比較して完全な効率を持たないことを考慮した補正も行うことができる。

## ラウールの法則
沸点およびそれ以上の温度では、各成分の分圧の総和が全体の圧力（Ptot）と等しくなる。
このような条件下では、ドルトンの法則が次のように適用される。
{\displaystyle P_{\text{tot}}=P_{1}+P_{2}+\cdots }
気相中の各成分については以下の関係が成り立つ。
{\displaystyle y_{1}={\frac {P_{1}}{P_{\text{tot}}}},\quad y_{2}={\frac {P_{2}}{P_{\text{tot}}}},\quad \cdots }
ここで、P1は成分1の分圧、P2は成分2の分圧、その他の成分も同様である。
ラウールの法則は、混合物の成分間に希釈以外の相互作用がほとんどない場合に近似的に成り立つ。たとえば、アルカン類の混合物は非極性であり、化学的に比較的安定した化合物であるため、分子間の引力や反発力がほとんどない。ラウールの法則は、混合物の成分1、2などについて次のように表される。
{\displaystyle P_{1}=x_{1}P_{1}^{\circ },\quad P_{2}=x_{2}P_{2}^{\circ },\quad \cdots }
ここで、P1°、P2°などは、各成分が純物質であるときの蒸気圧を表し、x1、x2などは対応する成分の液相のモル分率を表す。
最初の節でも述べたように、液体の蒸気圧は温度に大きく依存する。したがって、各成分の純物質の蒸気圧（P°）は温度（T）の関数となる。例えば、純粋な液体成分の蒸気圧の温度依存性を近似するために、一般にクラウジウス・クラペイロンの式が用いられる。これにより、ラウールの法則が成り立つかどうかに関わらず、各成分の分圧は温度に依存することになる。ラウールの法則が適用できる場合、これらの関係式は次のようになる。
{\displaystyle P_{1}T=x_{1}P_{1}^{\circ }T,\quad P_{2}T=x_{2}P_{2}^{\circ }T,\quad \cdots }
沸点の温度でラウールの法則が成り立つとすると、全圧は次のように表される。
{\displaystyle P_{\text{tot}}=x_{1}P_{1}^{\circ }T+x_{2}P_{2}^{\circ }T+\cdots }
一定のPtot（例:1気圧）のもとで、特定の液相組成が与えられたとき、Tを解くことで液体混合物の沸点（または泡立ち点）を求めることができる。ただし、Tの解は数学的に解析的（分析的）に求めることができない場合があり、数値的な解法や近似が必要になることもある。二成分混合物では、一定のPtotのもとで、泡立ち点温度Tはx1（またはx2）の関数となり、この関数を二次元のグラフ上に表したものが二成分の沸点図となる。
また、沸点の温度でラウールの法則が成り立つ場合、前述のいくつかの式を組み合わせることで、液相モル分率と温度を関数とした気相モル分率の式を導くことができる。
{\displaystyle y_{1}=x_{1}{\frac {P_{1}^{\circ }T}{P_{\text{tot}}}},\quad y_{2}=x_{2}{\frac {P_{2}^{\circ }T}{P_{\text{tot}}}},\quad \cdots }
泡立ち点温度Tが液相組成のモル分率の関数として求められると、これらの値を上記の式に代入することで、対応する気相の組成（モル分率）を求めることができる。液相モル分率の全範囲にわたってこの計算を行うと、気相の組成のモル分率に対する温度Tの関数を得ることができ、これが露点温度Tの関数として機能する。
二成分混合物の場合、x2 = 1 − x1の関係があるため、上記の式をこの形に書き換えることもできる。
{\displaystyle {\begin{aligned}y_{1}&=x_{1}{\frac {P_{1}^{\circ }T}{P_{\text{tot}}}}\\y_{2}&=(1-x_{1}){\frac {P_{2}^{\circ }T}{P_{\text{tot}}}}\end{aligned}}}
多くの種類の混合物では、成分間の相互作用が単なる希釈効果を超える影響を持つため、ラウールの法則を用いて沸点曲線や気液平衡図の形状を正確に求めることができないことがある。それでも、多くの場合、気相と液相の平衡濃度に違いがあるため、蒸留によって少なくとも部分的に成分を分離することは可能である。このような混合物については、通常、経験的なデータを用いて沸点図や気液平衡図を決定する。化学工学者たちは、ラウールの法則に適合しないさまざまな混合物の気液平衡データを相関させたり予測したりするための方程式を開発する研究を長年にわたって行ってきた。